# 長安府
長安府（越南语：／）是越南後黎朝、西山朝和阮初的行政區劃單位，位於今天寧平省。

## 建置沿革
李朝時設長安府，後改置大黃州。陳朝時先後改設長安路、長安鎮和天關鎮。明朝永樂五年（1407年），明成祖下令設交阯承宣布政使司，設立長安州。後黎朝復國後，分設長安府、天關府2府，長安府下轄嘉遠縣、安康縣和安謨縣3縣。
光顺七年（1466年），黎圣宗划分全国为十二承宣。光順十年（1469年），重劃承宣，長安府隸屬山南承宣，仍下轄嘉遠縣、安康縣和安謨縣3縣。莫朝時與黎中興朝以三疊山為界，稱長安府和天關府為清華外鎮。
阮朝嘉隆二年（1815年），阮廷避興祖謚號“康”字，改安康縣為安慶縣，山南下鎮義興府望瀛縣劃歸長安府管轄。嘉隆五年（1806年），阮廷改清華外鎮為清平道，長安府仍隸屬清平道管轄，望瀛縣復歸義興府管轄。明命二年（1821年），阮廷改長安府為安慶府。